# Holdorf (Niedersachsen)
Holdorf (ausgesprochen mit kurzem „o“) ist eine Gemeinde im Landkreis Vechta in Niedersachsen. Die Gemeinde Holdorf liegt im Oldenburger Münsterland und ist Mitglied des Erholungsgebiets Dammer Berge.

## Geografische Lage
Holdorf liegt am Nordwestrand des Naturparks Dümmer, nordwestlich von Damme und den Dammer Bergen.
Nachbargemeinden sind, beginnend von Norden im Uhrzeigersinn
- die Stadt Dinklage,
- die Gemeinde Steinfeld,
- die Stadt Damme und die Gemeinde Neuenkirchen-Vörden im Landkreis Vechta
- sowie die Gemeinden Gehrde und Badbergen im Landkreis Osnabrück[2]

## Gemeindegliederung
Die Gemeinde Holdorf ist eine Einheitsgemeinde und gliedert sich in folgende 10 Ortsteile:
- Holdorf (Kernort)
- Langenberg
- Fladderlohausen
- Handorf
- Diekhausen
- Gramke
- Schelenhorst
- Wahlde
- Ihorst
- Grandorf

## Klima
Gemäßigtes Seeklima beeinflusst durch feuchte Nordwestwinde von der Nordsee. Im langjährigen Mittel erreicht die Lufttemperatur in Holdorf 8,5° – 9,0 °C, und es fallen etwa 700 mm Niederschlag. Zwischen Mai und August kann mit durchschnittlich 20–25 Sommertagen (klimatologische Bezeichnung für Tage, an denen die Maximaltemperatur 25 °C übersteigt) gerechnet werden.

## Geschichte
Mehrere Gräberfunde deuten auf eine Besiedlung der Gemeinde während der Jungsteinzeit und der Bronzezeit hin. Die Gemeinde Holdorf wird 1188 erstmals urkundlich erwähnt. Im neuen Baugebiet „Am Lagerweg“ am östlichen Ortsrand von Holdorf wurde die bislang wohl größte frühmittelalterliche Siedlung im Oldenburger Land entdeckt. Unter anderem beweisen das die mittlerweile bei Ausgrabungen in Holdorf entdeckten Überreste von zwölf so genannten Langhäusern, die aus dem Zeitraum zwischen 8. und 14. Jahrhundert datieren.
Im Jahre 1188 wurde der Name Holthorpe – also das heutige Holdorf – erstmals vom Osnabrücker Dompropst Lentfried urkundlich erwähnt. Während des Dreißigjährigen Krieges von 1618 bis 1648 kam es auch in Holdorf zu Plünderungen und Verwüstungen. Diejenigen, die den Krieg überlebt hatten, kämpften in der Folgezeit mit den Kriegsfolgen: Viele Menschen hungerten aufgrund zerstörter Felder und Ernten, Pest und andere Seuchen griffen um sich. Auch in der Folgezeit kam Holdorf nicht zur Ruhe: Die Holdorfer Gegend war entweder mit dem Landesfürsten in Oldenburg, dem Fürstbischof von Osnabrück oder dem von Münster verbunden. Im Jahre 1736 wurde die erste Kirche in Holdorf im Stil einer Fachwerkkapelle errichtet. Seit 1852 gibt es die heutige katholische Kirche St. Peter und Paul. Im 19. Jahrhundert wurde Holdorf – wie der ganze Südoldenburger Raum – von einer dramatischen Auswanderungswelle in Richtung USA erfasst. Die Gemeinde, die zu Beginn dieses Jahrhunderts selbstständig geworden war, verlor über 33 % ihrer Einwohner von 1825 (etwa 2300 Einw.) bis 1890 (etwa 1500 Einw.). Von Mai 1987 bis Juni 1997 ist die Bevölkerung von Holdorf um 21,6 % angewachsen (zum Vergleich: Landkreis Vechta 19 %, Land Niedersachsen 9,4 %) und hat die 6000 überschritten. Im Jahre 2019 hatte Holdorf 7314 Einwohner, davon männlich 3861, weiblich 3552 (Stand: 26. September 2019).

## Trivia
Unwetterkatastrophe vom 16./17. August 1974
In der Nacht vom 16. auf den 17. August 1974 wurden Holdorf und die benachbarten Gemeinden von einem achtstündigen Dauergewitter heimgesucht. Dabei fielen Hagelkörner bis zu einer Größe von Billardkugeln und richteten Schäden in Millionenhöhe an.

## Religion
Die Einwohner von Holdorf gehörten zum 1. Januar 2021 folgenden Konfessionen an:
- Römisch-katholisch: 4.504 (60,26 %)
- Evangelisch-Lutherisch: 1.611 (21,55 %)
- Sonstige/konfessionslos: 1.359 (18,18 %)

## Politik

### Gemeinderat
Der Rat der Gemeinde Holdorf besteht aus 20 Ratsfrauen und Ratsherren. Dies ist die festgelegte Anzahl für eine Gemeinde mit einer Einwohnerzahl zwischen 7001 und 8000 Einwohnern. Die 20 Ratsmitglieder werden durch eine Kommunalwahl für jeweils fünf Jahre gewählt. Die aktuelle Amtszeit beginnt am 1. November 2021 und endet am 31. Oktober 2026.
Stimmberechtigt im Rat ist außerdem der hauptamtliche Bürgermeister Wolfgang Krug.
Die letzten Ratswahlen ergaben folgende Sitzverteilungen:
| Wahljahr | CDU | SPD | IGeHo | AfD | FDP | UWG | Gesamt   |
| 2021     | 9   | 5   | 4     | 1   | 1   | 0   | 20 Sitze |
| 2016     | 10  | 5   | 0     | 0   | 1   | 2   | 18 Sitze |

### Bürgermeister

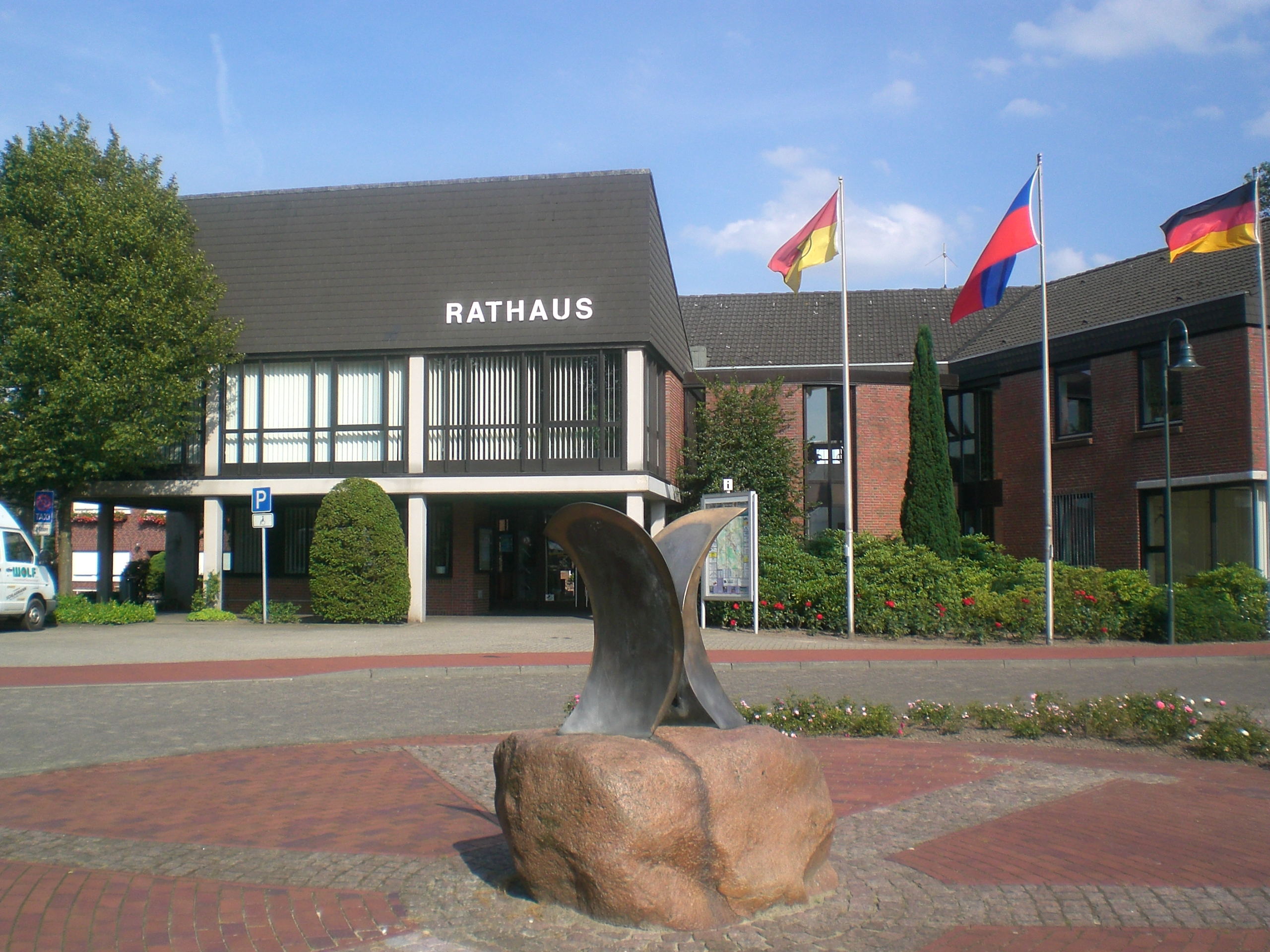
Rathaus Holdorf

Bürgermeister ist seit dem 13. Juni 2004 Wolfgang Krug, der 2004, 2011 und 2019 als Parteiloser von der CDU nominiert wurde. 2019 wurde er mit 81,3 Prozent der Stimmen wiedergewählt.

### Wappen
Das Wappen von Holdorf zeigt auf goldenem Grund einen roten Haspelradkranz. Die Haspel ist ein typisches Gerät der bäuerlichen Heimindustrie. Die Arbeit am Webstuhl soll in früheren Jahren besonders in der Gemeinde Holdorf als Heimarbeit gepflegt worden sein.

## Kultur und Sehenswürdigkeiten

### Bauwerke

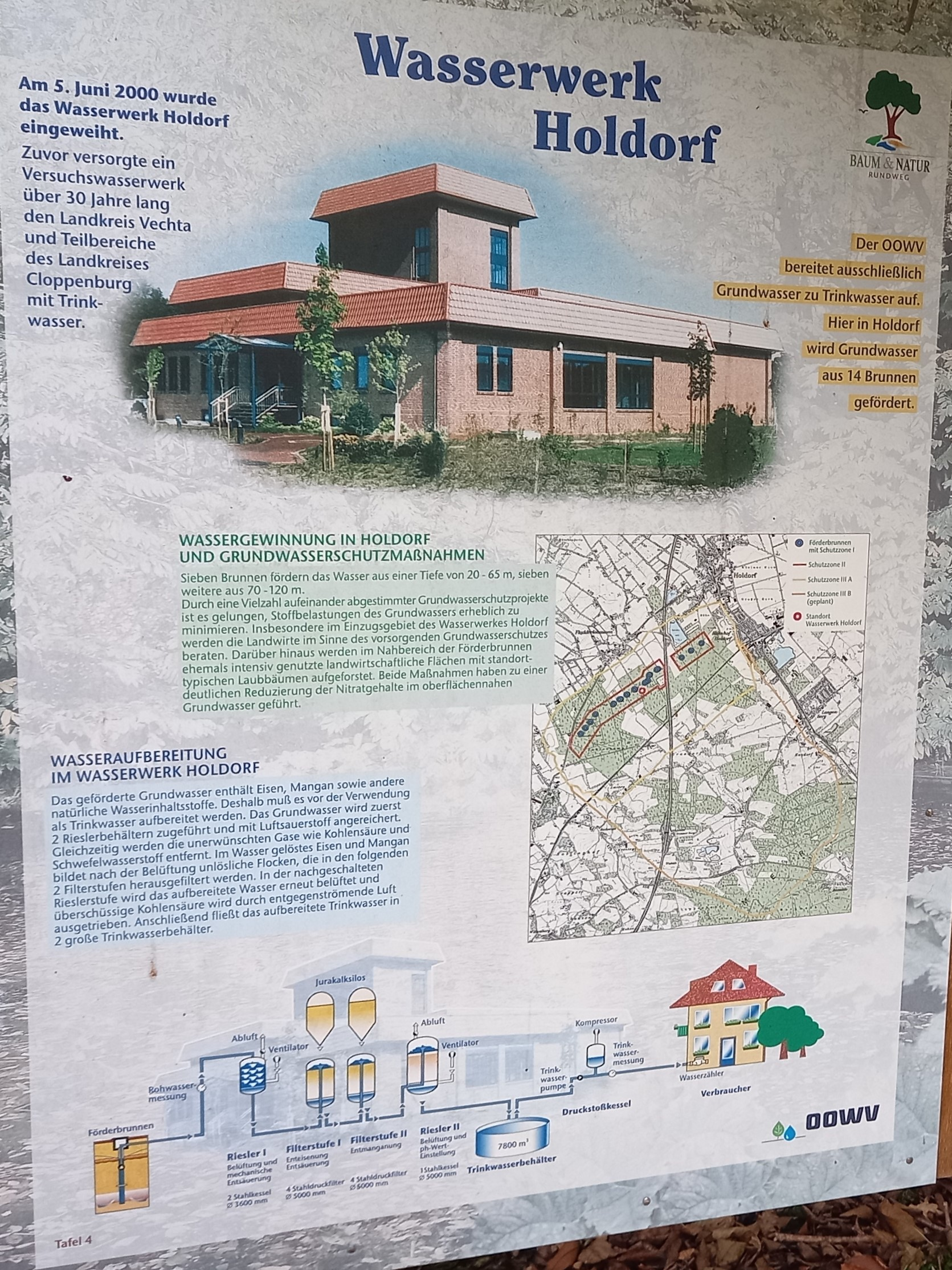
Plakat mit Informationen über das Wasserwerk Holdorf

- Die katholische Pfarrkirche St. Peter und Paul. Die Kirche wurde von Hilger Hertel im neugotischen Stil errichtet und am 18. März 1858 feierlich eingeweiht.
- Der Hof zu Amtern mit seinem aufwendigen Fachwerkstil. Die erste urkundliche Erwähnung geht auf das Jahr 1240 zurück.
- Das Gut Ihorst mit einer  Barockkapelle, die im Jahr 1975 restauriert wurde. Von dort stammte eine Ururgroßmutter der Dichterin Annette von Droste-Hülshoff, die Heinrich Johann I. Droste zu Hülshoff geheiratet hatte. Das Gut mit seinen 350 ha befindet sich seit dem Jahr 1882 im Besitz der Familie des Grafen von Spee.[11]
- Die Dersaburg ist ein in 107 m Höhe gelegener Burgwall in Handorf.[12] Über die Dersaburg hat der Schriftsteller Bernd Kessens das Theaterstück Die weiße Frau von der Dersaburg geschrieben. Die Uraufführung war am 14. Dezember 2007.

### Lehrpfade
Im Jahr 1968 wurde in Fladderlohausen der Rundweg „Baum & Natur“ neben dem Wasserwerk des Oldenburgisch-Ostfriesischen Wasserverbandes (OOWV) angelegt. An der zentralen Allee sind alle in Deutschland proklamierten Bäume des Jahres seit 1989 angepflanzt worden. An Stelltafeln werden Besucher über die Themen „Wald“ und „Wasser(wirtschaft)“ informiert.
Östlich des mit leichtem Gefälle von den Dammer Bergen herunterfließenden Handorfer Mühlenbachs und südlich des Ortsrandes von Holdorf Bahnhof wurde 2017 ein Naturlehrpfad wiedereröffnet. Dieser verläuft durch einen Wald und in seinem ersten Abschnitt entlang dem Handorfer Mühlenbach. Auf zwölf Tafeln werden Besucher über die heimische Flora und Fauna informiert. Entlang dem Pfad gibt es Gelegenheiten zu Mitmachaktionen. Einen Vorläufer des Naturlehrpfads gab es ab 2002.

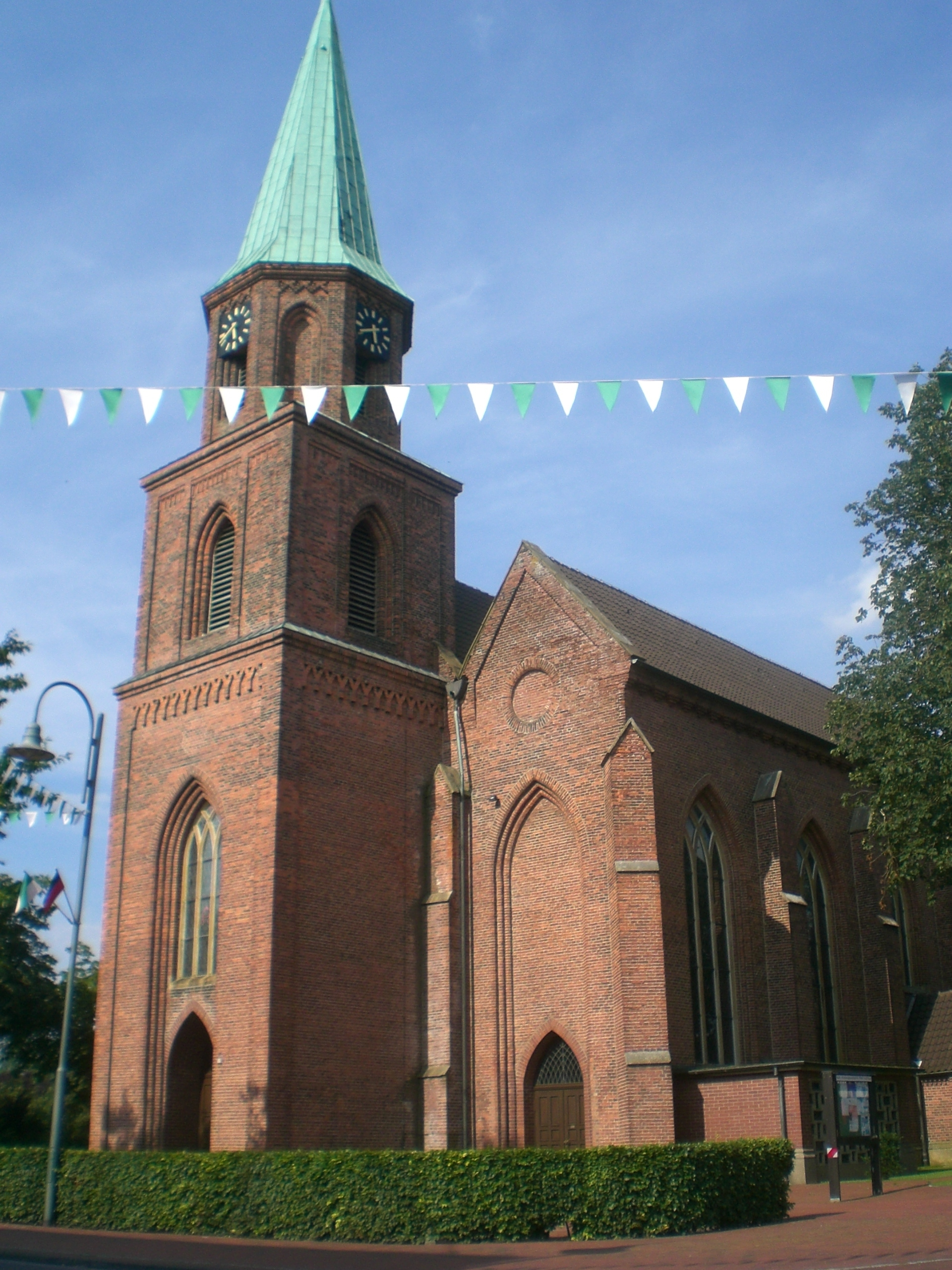
Katholische Kirche St. Peter und Paul
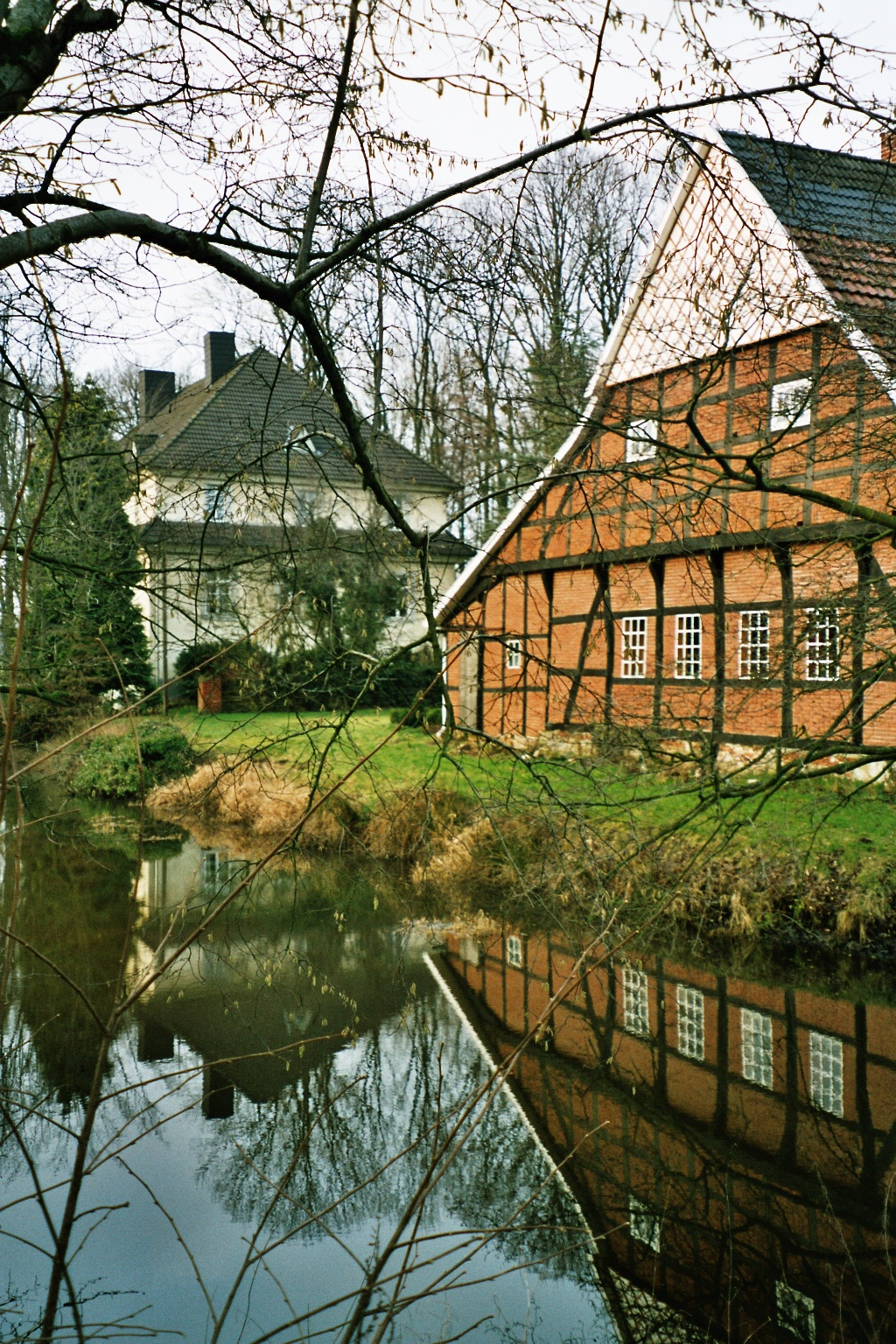
Gut Ihorst
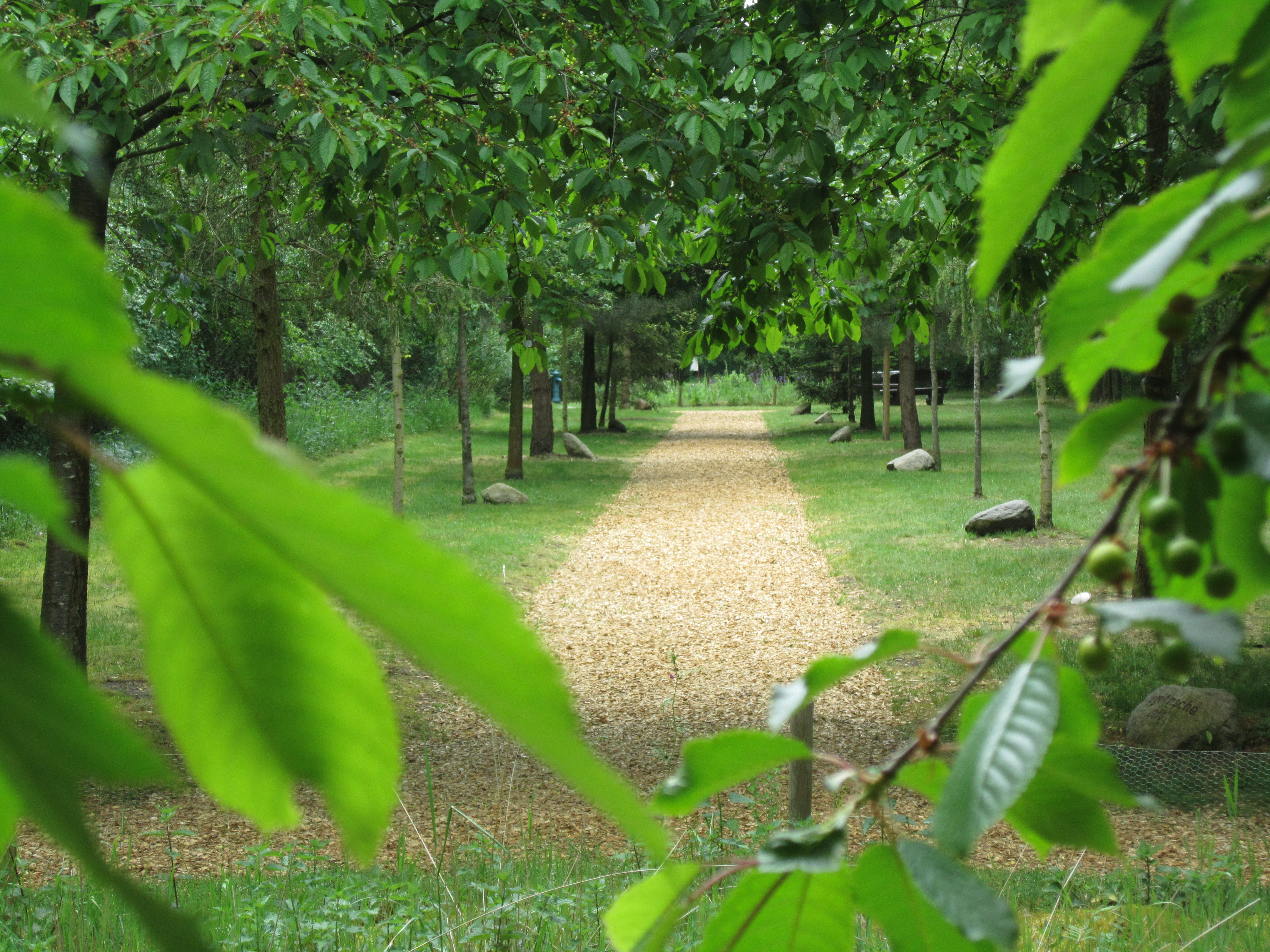
Rundweg „Baum & Natur“ neben dem Wasserwerk des OOWV in Fladderlohausen
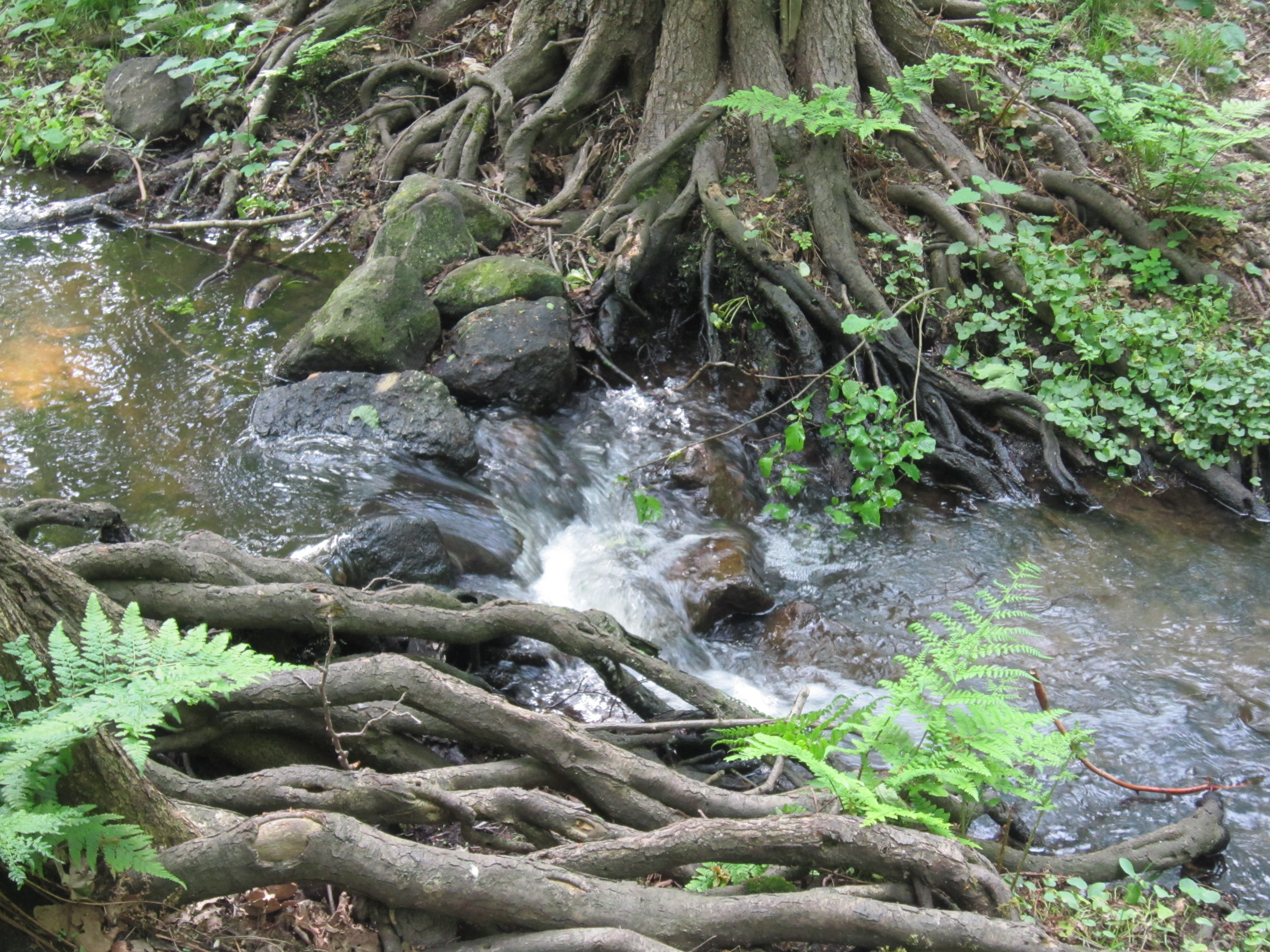
Handorfer Mühlenbach neben dem Naturlehrpfad

## Sport und Freizeit

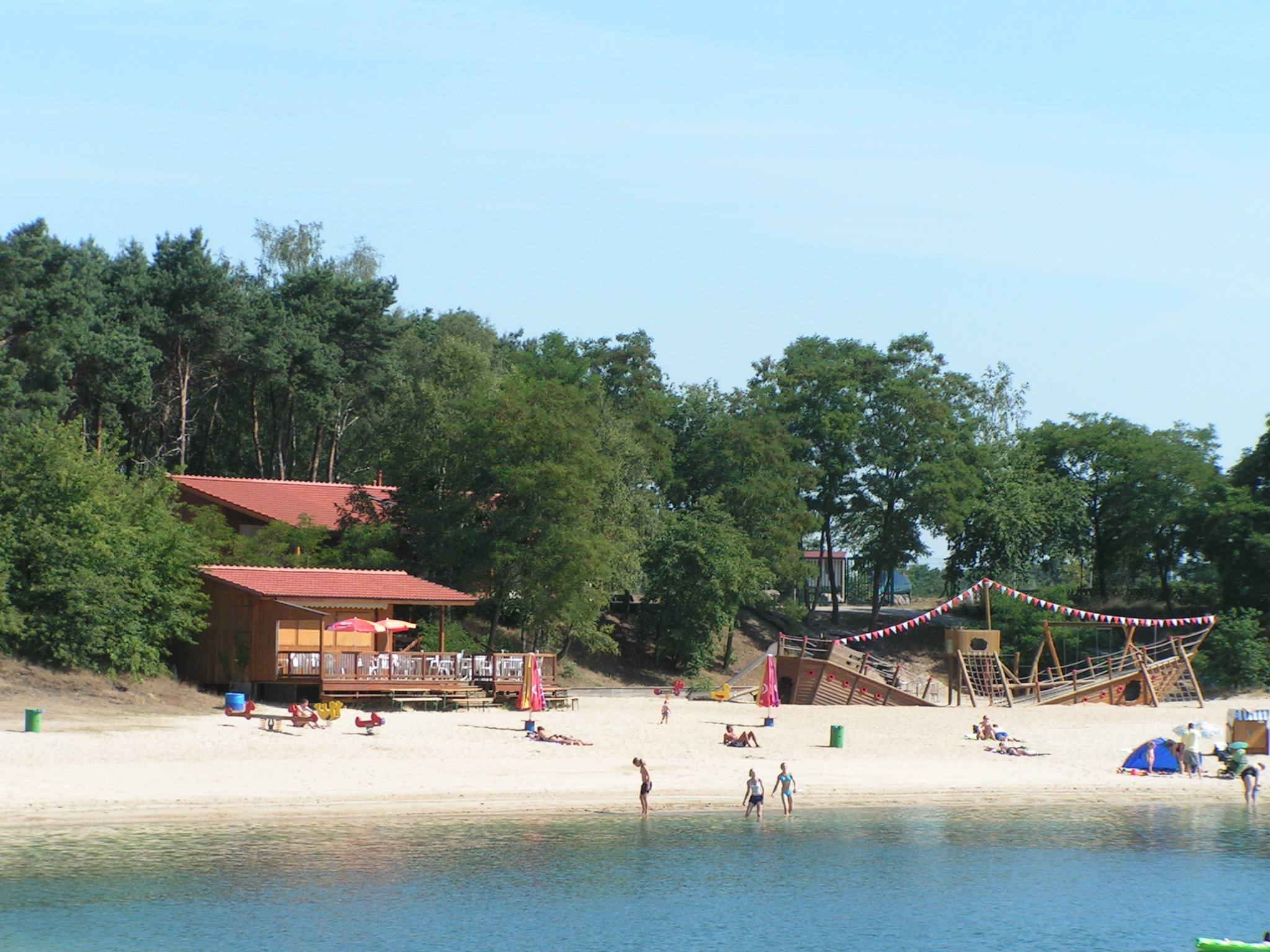
Strandbad Heidesee Holdorf

### Freizeit- und Erholungszentrum Heidesee
Der etwa zehn Hektar große Naturbadesee mit Sandstrand dient zum Baden, Angeln, Surfen, Tauchen oder Sonnenbaden. Für die Sicherheit der Badegäste sorgt die Deutsche Lebens-Rettungs-Gesellschaft aus Dinklage. Für die Verpflegung steht ein Kiosk zur Verfügung. Ein Abenteuerspielplatz mit einem großen Spielschiff im Zentrum sowie Rutsche, Klettergerät und Wippe steht den jüngeren Gästen zur Verfügung.

### Vereine
In direkter Nachbarschaft zum Heidesee liegt die Holdorfer Tennisanlage mit mehreren Außen- und Hallenplätzen. Der dort ansässige Tennisverein besteht seit 1976.
Das Gelände und die Reithalle des Reit- und Fahrvereins bietet  Möglichkeiten für Pferdefreunde. Daneben gibt es einen Sportverein, der Sportarten wie Fußball, Handball und Gymnastik anbietet. Auch im Ortsteil Handorf-Langenberg gibt es einen Sportverein, welcher Sportarten wie Fußball, Breitensport, Badminton und Selbstverteidigung anbietet.

## Regelmäßige Veranstaltungen
Im August 2011 wurde auf dem Kalksandsteinsee eine Schwimmbühne ihrer Bestimmung übergeben. Auf dieser Bühne wird jährlich durch den örtlichen Musikverein das  Seekonzert ausgerichtet. Der dem Heidesee benachbarte Kalksandsteinsee ist außer während dieser Veranstaltung nicht für die Öffentlichkeit zugänglich.
Seit 2001 wird durch die Gemeinde Holdorf in Kooperation mit dem Wirtschaftsförderverein die IGEHA (Industrie Gewerbe Handel) veranstaltet.
Die Schützenvereine der Ortsteile Holdorf, Fladderlohausen und Handorf-Langenberg gestalten jährlich ein Schützenfest.

## Wirtschaft
Alle vier Wochen findet ein Stammtisch unter Unternehmern statt. Durch den Neubau des Kreisels an der Bundesstraße 214, ein Kreisverkehr mit fünf Ausfahrten, soll das Gewerbegebiet „In den Wiesen“ weiter erschlossen werden. Bei einer Verkehrszählung im Jahr 2019 wurden 10.600 Verkehrsteilnehmer notiert, die den Knotenpunkt am Tag passierten.

## Gewerbegebiete
Die Gemeinde hat folgende Gewerbegebiete ausgewiesen:
- Holdorf-Ost
- In den Wiesen

| 621 | 633 | 655 | 672 |

## Infrastruktur

### Verkehr
Holdorf liegt an der Bundesautobahn A 1, welche bis 2024 sechsstreifig ausgebaut wurde, und an der Bundesstraße B 214. Ebenso befindet sich die Gemeinde direkt an der Bahnstrecke Delmenhorst–Hesepe und der dortige Bahnhof wird im Stundentakt von der RB 58 (Osnabrück – Bremen) durch die Züge der NordWestBahn bedient. Der Fahrkartenverkauf im Bahnhof erfolgt über einen Fahrkartenautomaten am Bahnsteig.
Früher zweigte in Holdorf die Bahnstrecke nach Bohmte über Damme ab. Diese ist heute komplett bis zur ehemaligen Haltestelle Schwegermoor abgebaut. Auf dem alten Bahndamm verläuft heute zwischen Holdorf und Damme ein Radweg.
Der öffentliche Personennahverkehr wird von der Verkehrsgemeinschaft Landkreis Vechta bedient. Weiterhin bietet der Landkreis Vechta mit Moobil+ ein bedarfsgesteuertes Nahverkehrsangebot als Ergänzung und Zubringer zu den fahrplangebundenen Angeboten des ÖPNV und der NordWestBahn.
Durch Holdorf verläuft der 2018 eingesegnete 24,1 km lange Kardinalsweg, dem beim ehemaligen Priorat St. Benedikt in Damme beginnt und bei der Burg Dinklage endet. Der Pilgerweg ist der Andenken des Seligen Kardinals Clemens August Graf von Galen gewidmet, der auf Burg Dinklage geboren wurde. Sehenswürdigkeiten am Holdorfer Abschnitt des Kardinalswegs sind die „Waldkapelle“, ein Andachtsort 900 m südlich des Heidesees, sowie Middendorfs Kreuz, 300 m südlich des Heidesees gelegen, an dem der zweiten von vier Abschnitten des Kardinalswegs endet. Dort befindet sich eine eiserne Stele mit der Inschrift „entschieden sein“.

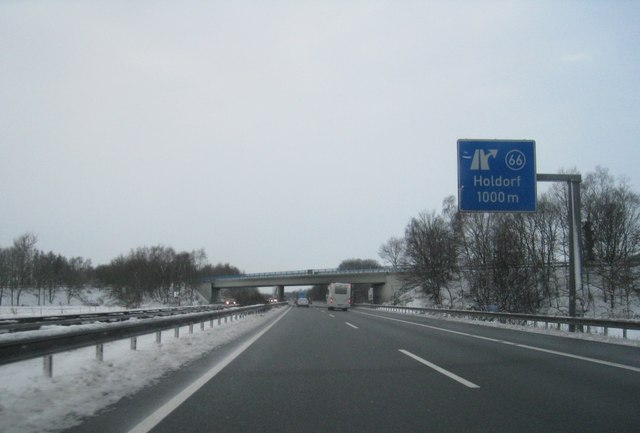
1000 m vor der Abfahrt Holdorf von der noch vierstreifigen A 1 (2010)
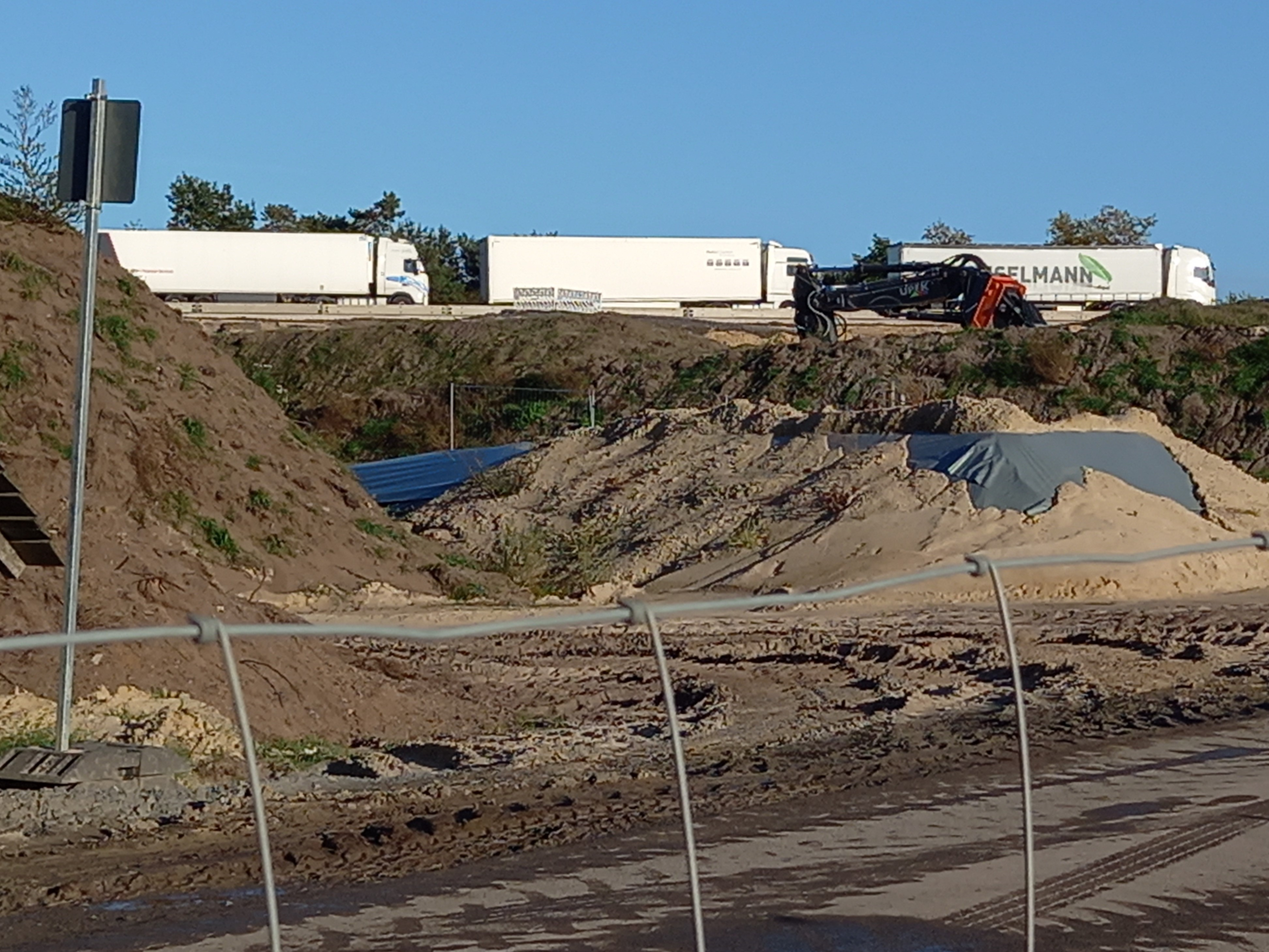
Stau auf der Baustelle zur Verbreiterung der A 1 bei der Unterführung der NordWestBahn (2022)
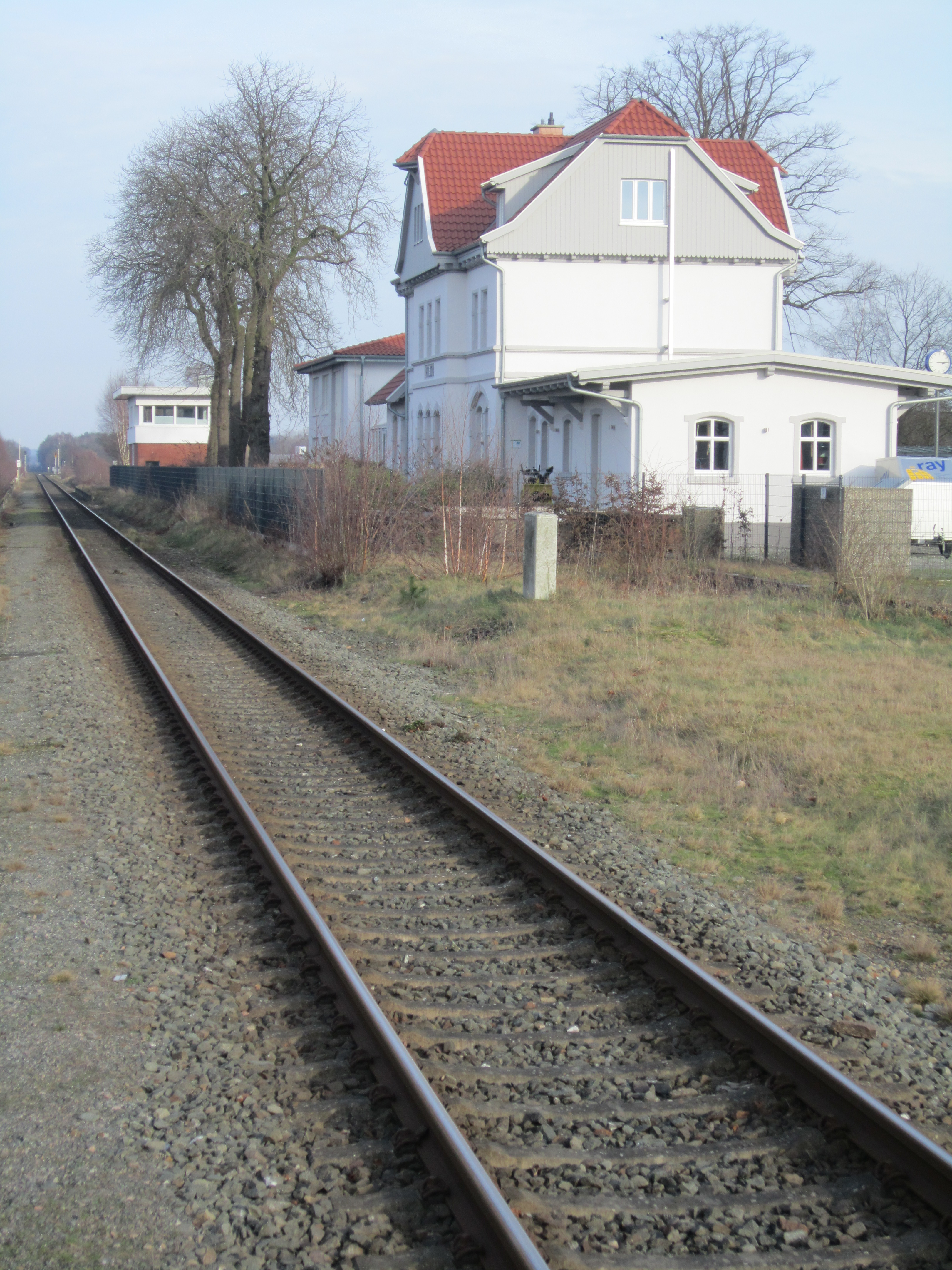
Ehemaliges Bahnhofsgebäude an der Bahnstrecke Delmenhorst–Hesepe der NordWestBahn
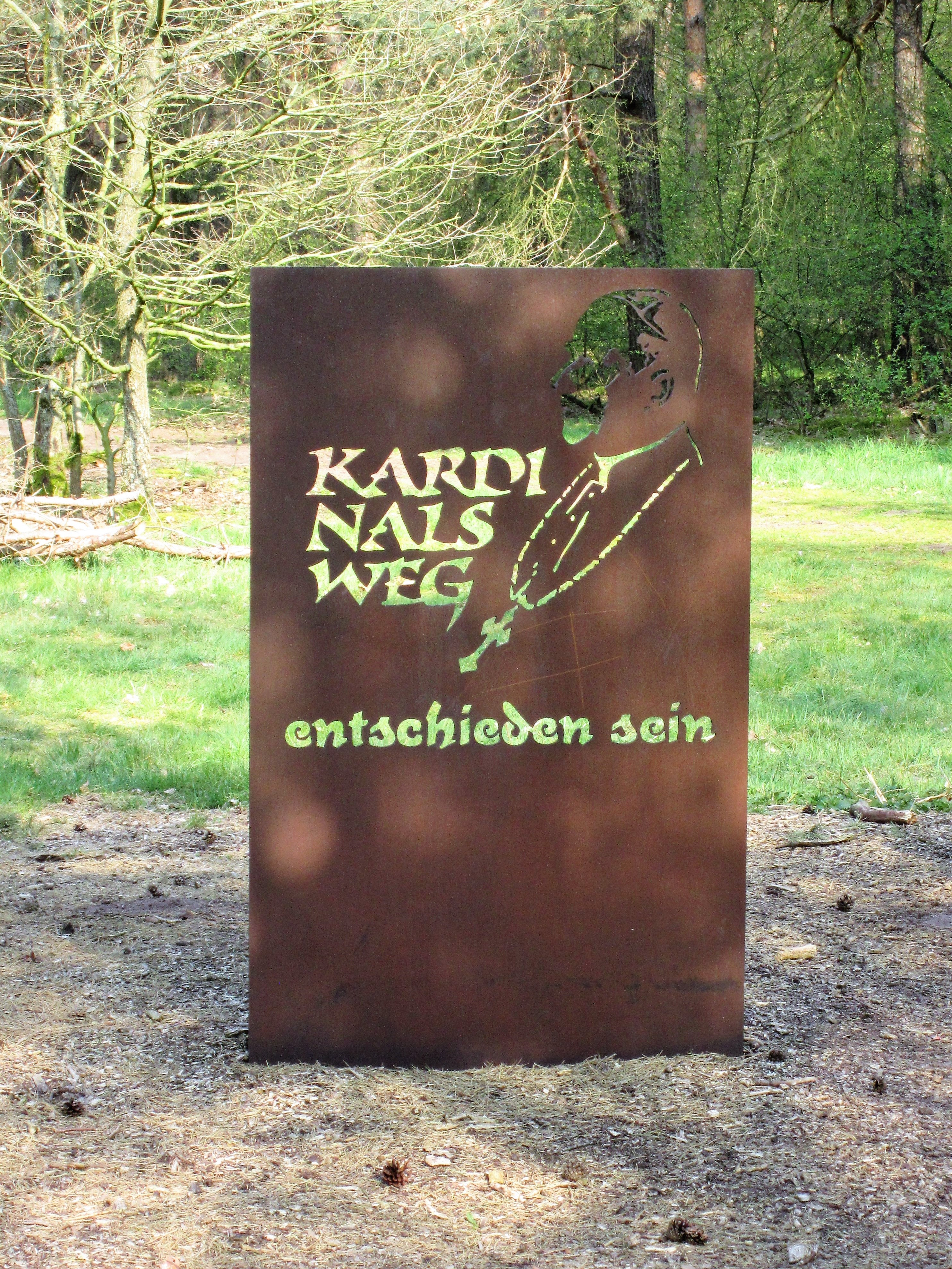
Stele am Kardinalsweg bei Middendorfs Kreuz

Die nächsten Flughäfen sind der Flughafen Bremen (90 km nördlich) und der Flughafen Münster/Osnabrück (70 km südlich). Der nächste große internationale Flughafen ist der Flughafen Amsterdam (Schiphol), etwa 250 km westlich gelegen.

### Straßennetz
(Quelle:)
- Autobahnen: 7,00 km
- Bundesstraßen: 6,00 km
- Landesstraßen: 15,00 km
- Kreisstraßen: 14,67 km
- Gemeindestraßen: 99,66 km

### Medien
Es erscheinen werktäglich die Oldenburgische Volkszeitung (Landkreis Vechta) und die Nordwest-Zeitung (Landkreis Oldenburg). Am Wochenende erscheint das OM-Wochenblatt.

### Bildung und Erziehung
In Holdorf gibt es drei Kindertagesstätten unter katholischer Trägerschaft und zwei Kindertagesstätten in evangelischer lutherischer Trägerschaft: Kath. Kita St. Dominikus (Ortsteil Holdorf), Kath. Kita St. Elisabeth (Ortsteil Holdorf), Kath. Kita St. Barbara (Ortsteil Handorf-Langenberg), Ev.-Luth. Kita Martin Luther (Ortsteil Holdorf) und Ev.-Luth. Kita Katharina von Bora (Ortsteil Fladderlohausen). Zudem besitzt die Gemeinde zwei Grundschulen: Grundschule Holdorf (Ortsteil Holdorf) und Barbara-Schule (Ortsteil Handorf-Langenberg). Zudem gibt es eine Oberschule, die seit 2018 nach dem deutschen Pädagogen Georg Kerschensteiner in Georg-Kerschensteiner-Schule umbenannt wurde.
Die Holdorfer Ausbildungsoffensive, gegründet 2011, hat sich gemeinsam mit Unterstützung der Gemeinde Holdorf und der Bürgerstiftung zum Ziel gesetzt, schon in der Schule auf die lokalen Ausbildungsmöglichkeiten hinzuweisen und somit der  Abwanderung an weiterführende Schulen oder Großunternehmen im Umland entgegenzuwirken. Zusammen mit der Bürgerstiftung Holdorf gibt die Georg-Kerschensteiner-Schule Holdorf im Rahmen ihrer Ausbildungsmesse „Azubis für Azubis“ ihren Schülern, Eltern und der  Öffentlichkeit die Möglichkeit, sich über die beruflichen Möglichkeiten in Holdorf zu informieren.

### Gesundheit
- 2 Arztpraxen
- 2 Zahnärzte
- mehrere Physiotherapiepraxen
- 2 Apotheken

### Feuerwehr
In Holdorf gibt es zwei Freiwillige Feuerwehren.

## Persönlichkeiten
- Hans Pille (* 12. März 1916 in Handorf; † in Italien), Kinderbuchautor[22]
- Alfred Haverkamp (1937–2021), Historiker mittelalterlicher Geschichte; in Holdorf geboren